# Dewey Raski
Dewey John Raski (ur. 1917, zm. 2014) – amerykański nematolog i fitopatolog.
Dewey urodził się w stanie Utah, jednak w wieku trzech lat przeprowadził się do Los Angeles. W 1941 zakończył studia entomologiczne na Uniwersytecie Kalifornijskim w Berkeley. Wrócił na uczelnię w 1945 po przerwie spowodowanej wojną. Spotkanie z Merlin Allen przekierowało jego zainteresowania ku nicieniom. W 1948 otrzymał tytuł doktora entomologii. Od 1948 zaczął nauczać nematologii roślin na Uniwersytecie Kalifornijskim w Berkeley, po czym w 1954 został przetransferowany do Uniwersytetu Kalifornijskiego w Davis na nowy wydział Department of Plant Nematology. W tym też roku został mianowany kierownikiem Department of Plant Nematology (później Department of Nematology, a następnie Department of Entomology and Nematology) na uczelni w Davis i jednocześnie wicekierownikiem odpowiednich wydziałów na uczelniach w Riverside i Berkeley. Odszedł na emeryturę w 1987.
Praca badawcza Raskiego koncentrowała się na nicieniach. Szczególnie znany był z badań nad nicieniami winnic i pól buraków cukrowych oraz ich rolą jako nośników wirusów roślinnych. Badał alternatywne metody kontroli populacji nicieni w rolnictwie. Napisał książkę The Biology and Morphology of the Sugar-Beet Nematode, Heterodera schachtii oraz jest głównym autorem Nematodes and Their Control in Vineyards i A History of Nematology in California. Był jednym z członków założycieli Society of Nematologists. W 1998 otrzymał nagrodę od UC Davis College of Agricultural and Environmental Sciences.